# Desmoclystia oniria
Desmoclystia oniria är en fjärilsart som beskrevs av Louis Beethoven Prout 1941. Desmoclystia oniria ingår i släktet Desmoclystia och familjen mätare. Inga underarter finns listade i Catalogue of Life.